# Giovanni Bramucci
Giovanni Bramucci (n. 15 noiembrie 1946, Civitavecchia, Lazio, Italia – d. 26 septembrie 2019, Civitavecchia, Lazio, Italia) a fost un ciclist de performanță ce a reprezentat Italia, medaliat olimpic. A participat la 1 ediție a Jocurilor Olimpice (1968) în care a câștigat 1 medalie de bronz.

## Participări
Lista de mai jos prezintă principalele competiții la care a participat Giovanni Bramucci de-a lungul carierei.
- Ciclismo en los Juegos Olímpicos de 1968 – pruebas cronometradas del equipo masculino[*]